# Fettmarkt (Warendorf)
Der Fettmarkt ist ein jeden Oktober im westfälischen Warendorf stattfindendes Volksfest mit Kirmes und Vieh- und Trödelmarkt.

## Ursprung und Geschichte
Mit einer Urkunde des Fürstbischofs Christoph Bernhard von Galen von Münster zu Coesfeld vom 3. Februar 1657 wird der Stadt Warendorf das Recht verliehen, in zeitlicher Nähe zum münsterschen Herbst-Send einen zweitägigen Viehmarkt abzuhalten. Dieser Viehmarkt sollte der Belebung der infolge des Dreißigjährigen Krieges stark angeschlagenen regionalen Wirtschaft dienen. Der Markt war vermutlich von Anfang an kein reiner Viehmarkt. Auch Handels- und Handwerksgüter wurden bei dieser Gelegenheit feilgeboten.
Immer wieder setzten sich jedoch ortsansässige Kaufleute und Handwerker mit unterschiedlichem Erfolg dagegen zur Wehr, dass ortsfremde Beschicker ihre Waren auf dem Fettmarkt feilbieten durften.

## Über den Namen
Der heute übliche Name „Fettmarkt“ ist seit 1824 belegt. Er spielt einerseits darauf an, dass die ortsansässigen Bauern im Herbst ihr „fettes“ Vieh auf dem Markt verkauften, um von dem Erlös ihren Winterbedarf an Kleidung und Hausgeräten zu decken. Der damalige Warendorfer Bürgermeister Johann Caspar Schnösenberg gebrauchte zum ersten Male den Namen „Fettmarkt“.

## Der Fettmarkt heute
Heutzutage macht der Viehhandel (vor allem mit Kleinvieh) nur noch einen verschwindend geringen Anteil des Fettmarktes aus. Großtiere werden ab 2022 nicht mehr gehandelt. Im Vordergrund steht ein Flohmarkt, der sich durch die gesamte Innenstadt zieht und auf dem private wie gewerbliche Händler und Trödler jede Art von Neu- und Gebrauchtwaren anbieten.
Um den eigentlichen Markttag herum (stets ein Mittwoch, der als „Brauchtumstag“ in Warendorf schulfrei ist) finden Rahmenveranstaltungen sowie eine Kirmes statt.
Am 21. Oktober 2001 verunglückte der Steilwandfahrer Dieter Minewitsch während einer Vorstellung auf der Warendorfer Fettmarkt-Kirmes tödlich.